# Oleksandr Rybka
Oleksandr Jevhenovytj Rybka (ukrainska: Олександр Євгенович Рибка), född 10 april 1987 i Kiev, är en ukrainsk fotbollsmålvakt som senast spelade för Sjachtar Donetsk, och även gjort landskamper för ukrainska landslaget.

## Karriär
Oleksandr Rybka föddes i Kiev och började karriären som 13-åring för Dynamo Kiev.